# Olympische Geschichte Andorras
| Gelbes Symbol für Goldmedaillen mit stilisierten Olympischen Ringen | Graues Symbol für Silbermedaillen mit stilisierten Olympischen Ringen | Braundes Symbol für Bronzemedaillen mit stilisierten Olympischen Ringen |
| ------------------------------------------------------------------- | --------------------------------------------------------------------- | ----------------------------------------------------------------------- |
| —                                                                   | —                                                                     | —                                                                       |

Andorra, dessen NOK, das Comitè Olímpic Andorrà, 1971 gegründet und 1975 vom IOC anerkannt wurde, schickt seit 1976 Sportler zu Olympischen Spielen. Andorra gehört zu den wenigen Ländern, deren olympische Premiere bei Winterspielen stattfanden. Bislang konnten noch keine Medaillen gewonnen werden.
Jugendliche Sportler nahmen an allen bislang ausgetragenen Olympischen Jugendspielen teil.

## Übersicht

### Winterspiele

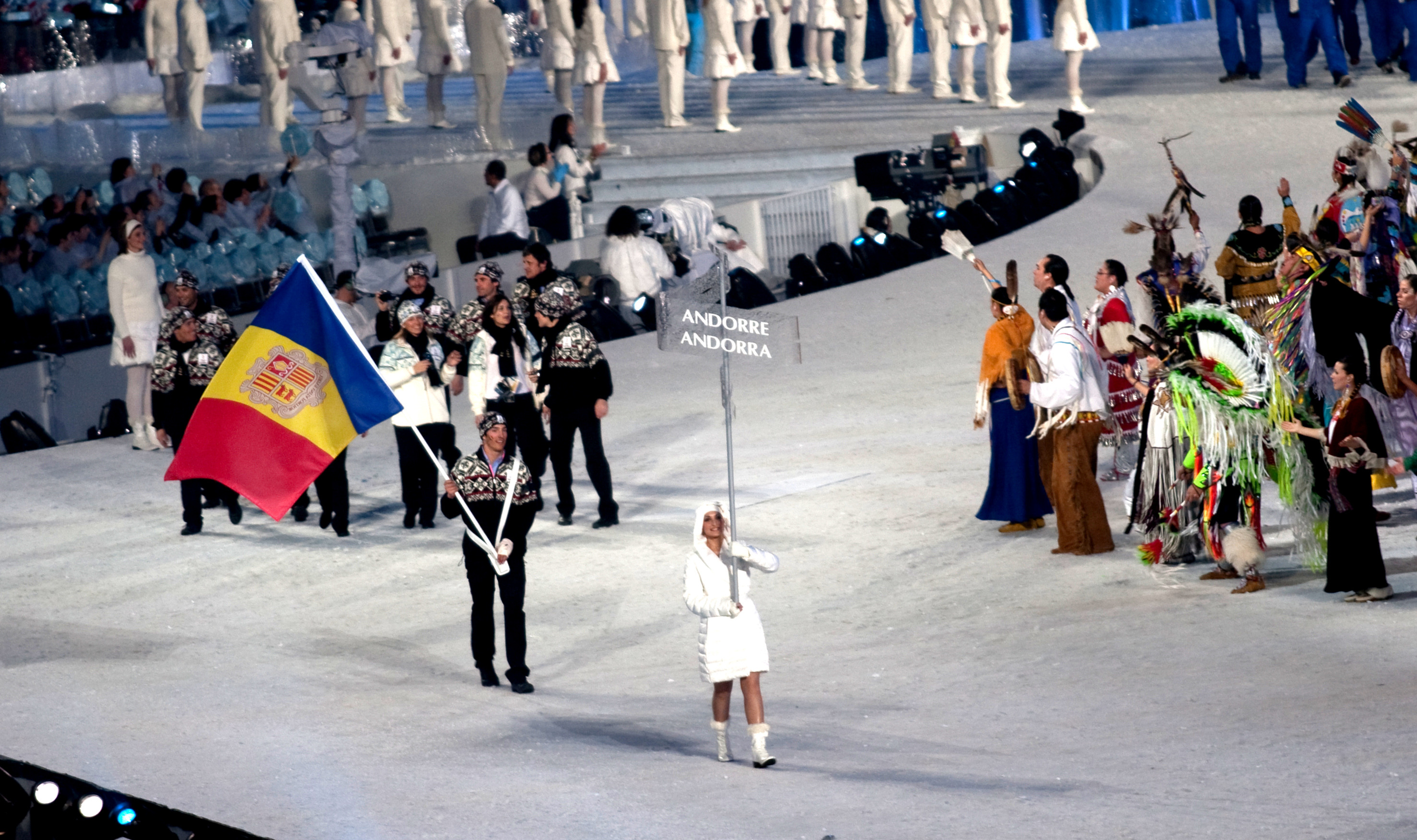
Einmarsch der andorranischen Mannschaft 2010 in Vancouver mit Lluís Marín Tarroch als Fahnenträger

Die erste Olympiamannschaft Andorras bestand 1976 aus alpinen Skirennfahrern. Die ersten Olympioniken des Pyrenäenstaates waren am 5. Februar 1976 die Skirennfahrer Antoine Crespo, Carlos Font und Xavier Areny. Auch die ersten Frauen Andorras bei Olympischen Spielen traten bei Winterspielen an. Es waren am 22. Februar 1988 die Skirennfahrerinnen Claudina Rossel und Sandra Grau.
Bis 2002 starteten andorranische Sportler ausschließlich bei alpinen Disziplinen. 2006 nahm erstmals ein Skilangläufer, 2010 ein Snowboarder und 2014 eine Biathletin teil.

### Sommerspiele

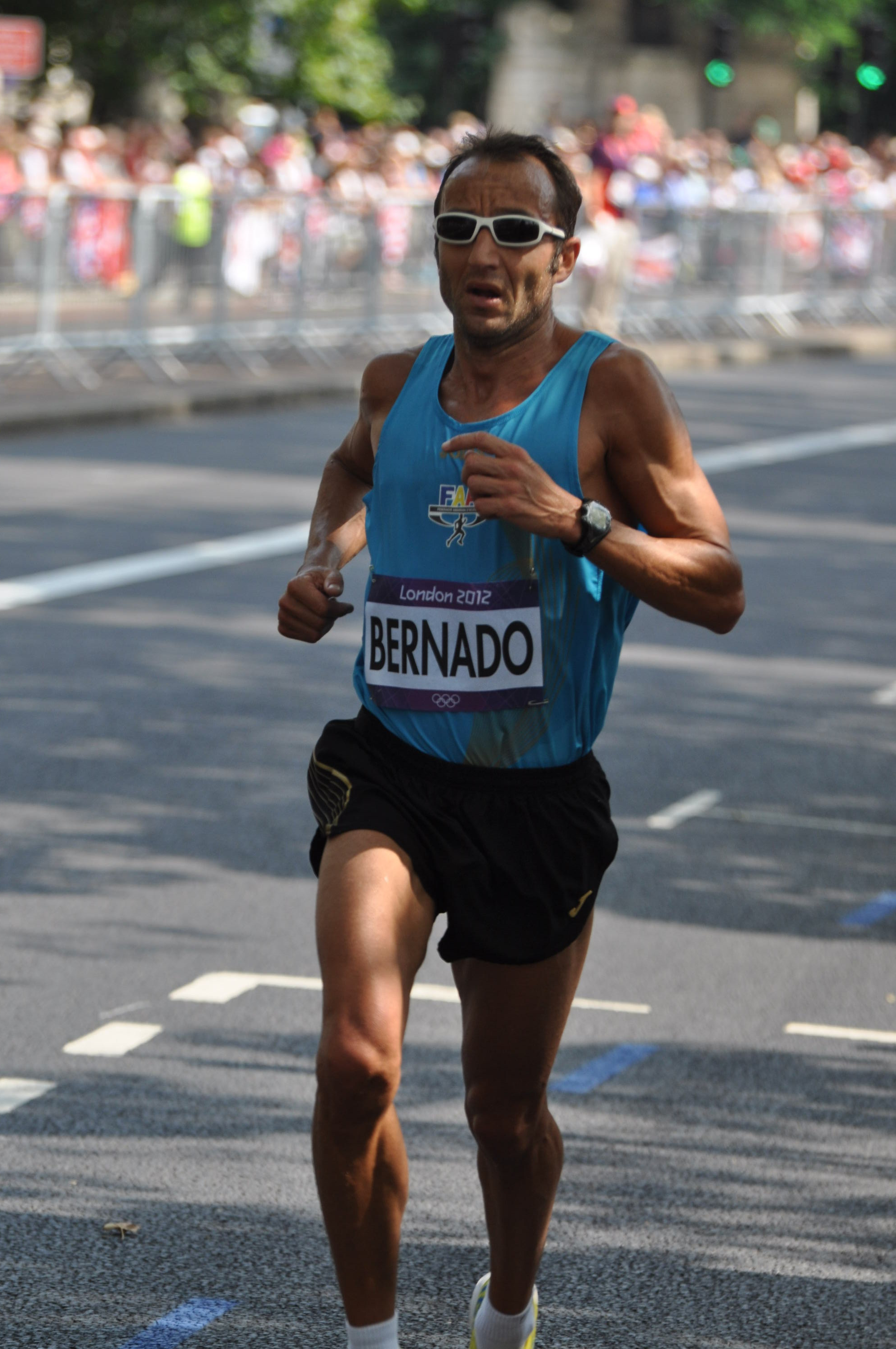
Antoni Bernadó bei seiner fünften Olympiateilnahme 2012 in London

Die erste andorranische Olympiamannschaft bei Sommerspielen bestand 1976 aus Sportschützen und Boxern. Die ersten Sommerolympioniken waren am 18. Juli 1976 die Sportschützen Joan Tomas und Esteve Dolsa. Die erste andorranische Frau bei Sommerspielen war am 6. August 1992 die Leichtathletin Margarida Moreno.
Bei folgenden Sommerspielen nahmen andorranische Athleten in den Sportarten Leichtathletik und Radsport (ab 1988), Segeln und Judo (ab 1992), Schwimmen (ab 1996) und Kanusport (ab 2008) teil.
Einen Erfolg konnte der Radrennfahrer Emili Pérez verbuchen, als er 1988 im Straßenrennen den neunten Platz erreichte. 2012 nahm der Sportschütze Joan Tomas im Alter von 61 Jahren teil. Nach 1976, 1980, 1984 und 2000 waren es seine fünften Olympischen Sommerspiele. Ebenfalls zum fünften Mal dabei war der Marathonläufer Antoni Bernadó.

### Jugendspiele

#### Sommerspiele
Vier jugendliche Sportler, zwei Jungen und zwei Mädchen, gingen bei der ersten Austragung von Olympischen Jugend-Sommerspielen 2010 in Singapur an den Start. Sie traten in den Sportarten Leichtathletik, Judo und Schwimmen an. Der Judoka Patrik Martins gewann mit der gemischten Mannschaft Tokyo eine Bronzemedaille. Diese Medaille wird nicht in der Medaillenbilanz Andorras berücksichtigt.
2014 in Nanjing nahmen zehn Athleten, fünf Jungen und fünf Mädchen, teil. Sie gingen im Basketball, Kanusport und Schwimmen an den Start.

#### Winterspiele
Bei den ersten Olympischen Jugend-Winterspielen 2012 in Innsbruck nahmen vier jugendliche Athleten, zwei Jungen und zwei Mädchen, teil. Sie traten im alpinen Skisport, im Freestyle-Skiing und im Snowboarding an. Der Skirennfahrer Joan Verdú Sánchez gewann die Bronzemedaille im Super-G.
2016 in Lillehammer nahmen zwei Jugendliche, ein Junge und ein Mädchen, im alpinen Skisport und im Skilanglauf teil.

## Übersicht der Teilnehmer

### Sommerspiele
| Jahr      | Athleten           | Athleten           | Athleten           | Sportarten         | Sportarten         | Sportarten         | Sportarten         | Sportarten         | Sportarten         | Sportarten         | Sportarten         | Medaillen | Medaillen | Medaillen | Medaillen          | Rang |
| Jahr      | ∑                  |                    |                    |                    |                    |                    |                    |                    |                    |                    |                    |           |           |           | Medaillen – Gesamt | Rang |
| --------- | ------------------ | ------------------ | ------------------ | ------------------ | ------------------ | ------------------ | ------------------ | ------------------ | ------------------ | ------------------ | ------------------ | --------- | --------- | --------- | ------------------ | ---- |
| 1896–1972 | nicht teilgenommen | nicht teilgenommen | nicht teilgenommen | nicht teilgenommen | nicht teilgenommen | nicht teilgenommen | nicht teilgenommen | nicht teilgenommen | nicht teilgenommen | nicht teilgenommen | nicht teilgenommen |           |           |           |                    |      |
| 1976      | 3                  | 3                  | 0                  | 1                  |                    |                    |                    |                    | 2                  |                    |                    |           |           |           |                    |      |
| 1980      | 2                  | 2                  | 0                  |                    |                    |                    |                    |                    | 2                  |                    |                    |           |           |           |                    |      |
| 1984      | 2                  | 2                  | 0                  |                    |                    |                    |                    |                    | 2                  |                    |                    |           |           |           |                    |      |
| 1988      | 3                  | 3                  | 0                  |                    |                    |                    | 1                  | 2                  |                    |                    |                    |           |           |           |                    |      |
| 1992      | 8                  | 7                  | 1                  |                    | 1                  |                    | 1                  | 3                  | 1                  |                    | 2                  |           |           |           |                    |      |
| 1996      | 8                  | 6                  | 2                  |                    | 1                  |                    | 1                  |                    | 1                  | 2                  | 3                  |           |           |           |                    |      |
| 2000      | 5                  | 3                  | 2                  |                    |                    |                    | 2                  |                    | 1                  | 2                  |                    |           |           |           |                    |      |
| 2004      | 6                  | 4                  | 2                  |                    | 1                  |                    | 2                  |                    | 1                  | 2                  |                    |           |           |           |                    |      |
| 2008      | 5                  | 3                  | 2                  |                    | 1                  | 1                  | 2                  |                    |                    | 1                  |                    |           |           |           |                    |      |
| 2012      | 6                  | 4                  | 2                  |                    | 1                  |                    | 2                  |                    | 1                  | 2                  |                    |           |           |           |                    |      |
| 2016      | 4                  | 2                  | 2                  |                    | 1                  |                    | 1                  |                    | 1                  | 1                  |                    |           |           |           |                    |      |
| 2020      | 2                  | 1                  | 1                  |                    |                    | 1                  | 1                  |                    |                    |                    |                    |           |           |           |                    |      |
| 2024      | 2                  | 1                  | 1                  |                    |                    | 1                  | 1                  |                    |                    |                    |                    |           |           |           |                    |      |
| Gesamt    | Gesamt             | Gesamt             | Gesamt             | Gesamt             | Gesamt             | Gesamt             | Gesamt             | Gesamt             | Gesamt             | Gesamt             | Gesamt             | 0         | 0         | 0         | 0                  |      |

### Winterspiele
| Jahr      | Athleten           | Athleten           | Athleten           | Sportarten         | Sportarten         | Sportarten         | Sportarten         | Medaillen          | Medaillen          | Medaillen          | Medaillen          | Rang               |
| Jahr      | ∑                  |                    |                    |                    |                    |                    |                    |                    |                    |                    | Medaillen – Gesamt | Rang               |
| --------- | ------------------ | ------------------ | ------------------ | ------------------ | ------------------ | ------------------ | ------------------ | ------------------ | ------------------ | ------------------ | ------------------ | ------------------ |
| 1924–1972 | nicht teilgenommen | nicht teilgenommen | nicht teilgenommen | nicht teilgenommen | nicht teilgenommen | nicht teilgenommen | nicht teilgenommen | nicht teilgenommen | nicht teilgenommen | nicht teilgenommen | nicht teilgenommen | nicht teilgenommen |
| 1976      | 5                  | 5                  | 0                  |                    | 5                  |                    |                    |                    |                    |                    |                    |                    |
| 1980      | 3                  | 3                  | 0                  |                    | 3                  |                    |                    |                    |                    |                    |                    |                    |
| 1984      | 2                  | 2                  | 0                  |                    | 2                  |                    |                    |                    |                    |                    |                    |                    |
| 1988      | 4                  | 2                  | 2                  |                    | 4                  |                    |                    |                    |                    |                    |                    |                    |
| 1992      | 5                  | 4                  | 1                  |                    | 5                  |                    |                    |                    |                    |                    |                    |                    |
| 1994      | 6                  | 4                  | 2                  |                    | 6                  |                    |                    |                    |                    |                    |                    |                    |
| 1998      | 3                  | 2                  | 1                  |                    | 3                  |                    |                    |                    |                    |                    |                    |                    |
| 2002      | 3                  | 2                  | 1                  |                    | 3                  |                    |                    |                    |                    |                    |                    |                    |
| 2006      | 3                  | 3                  | 0                  |                    | 2                  | 1                  |                    |                    |                    |                    |                    |                    |
| 2010      | 6                  | 4                  | 2                  |                    | 4                  | 1                  | 1                  |                    |                    |                    |                    |                    |
| 2014      | 6                  | 4                  | 2                  | 1                  | 4                  |                    | 1                  |                    |                    |                    |                    |                    |
| 2018      | 5                  | 4                  | 1                  |                    | 3                  | 1                  | 1                  |                    |                    |                    |                    |                    |
| 2022      | 5                  | 2                  | 3                  |                    | 2                  | 2                  | 1                  |                    |                    |                    |                    |                    |
| Gesamt    | Gesamt             | Gesamt             | Gesamt             | Gesamt             | Gesamt             | Gesamt             | Gesamt             | 0                  | 0                  | 0                  | 0                  |                    |

## Medaillengewinner

### Goldmedaillen
Bislang (Stand 2024) keine Medaillengewinner

### Silbermedaillen
Bislang (Stand 2024) keine Medaillengewinner

### Bronzemedaillen
Bislang (Stand 2024) keine Medaillengewinner